# Styela barnharti
Styela barnharti är en sjöpungsart som beskrevs av Friedrich Ritter och William Forsyth 1917. Styela barnharti ingår i släktet Styela och familjen Styelidae. Inga underarter finns listade i Catalogue of Life.